# 格罗森拉德
格罗森拉德是德国石勒苏益格－荷尔斯泰因州的一个市镇。总面积10.40平方公里，总人口505人，其中男性254人，女性251人（2011年12月31日），人口密度49人/平方公里。